# Igigi

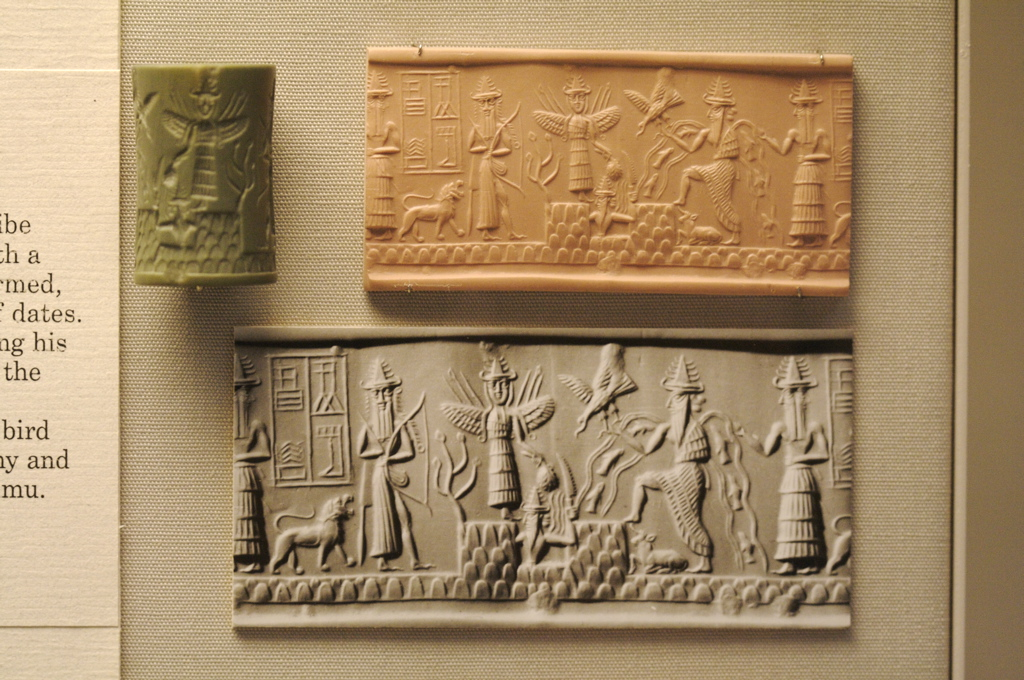
Bogowie z mitologii sumeryjskiej od prawej do lewej Asimo, Anchi, Szemesz, Isztar i Ninurtha

Igigi (sum. dNUN.GAL.MEŠ, tłum. „Wielcy Książęta”; akad. Igigū) - w mitologii mezopotamskiej ogólna nazwa bóstw babilońskich; określenie paralelne do Anunnaki, jednak zwykle używane kolektywnie w odniesieniu do bóstw mniej znacznych.